# Noord-Korea op de Olympische Zomerspelen 2012
Noord-Korea nam deel aan de Olympische Zomerspelen 2012 in Londen, Verenigd Koninkrijk.

## Medailleoverzicht
| Sport         | Olympiër       | Onderdeel             | Medaille |
| ------------- | -------------- | --------------------- | -------- |
| Gewichtheffen | Om Yun-Chol    | -56kg (m)             | Goud     |
| Gewichtheffen | Kim Un-Guk     | -62kg (m)             | Goud     |
| Gewichtheffen | Rim Jong-Sim   | -69kg (v)             | Goud     |
| Judo          | An Kum-Ae      | -52kg (v)             | Goud     |
| Gewichtheffen | Ryang Chun-Hwa | -48kg (v)             | Brons    |
| Worstelen     | Yang Kyong-il  | -55kg vrije stijl (m) | Brons    |

## Deelnemers en resultaten
(m) = mannen, (v) = vrouwen

### Atletiek

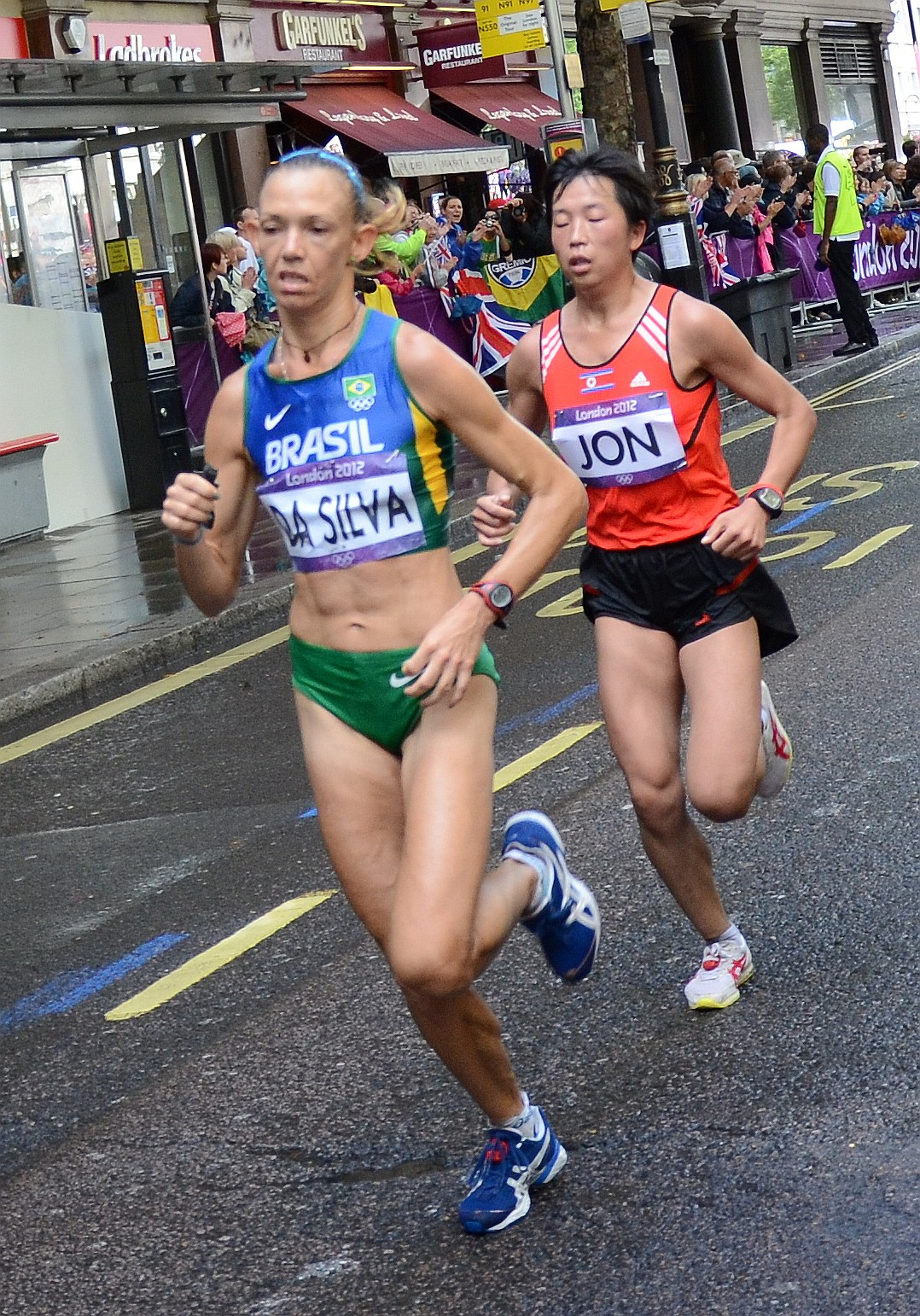
Jon Kyong-hui (rechts) tijdens het lopen van de olympische marathon

| Olympiër       | Onderdeel    | Resultaat | Prestatie |
| -------------- | ------------ | --------- | --------- |
| Kim Kwang-hyok | marathon (m) | 53e       | 2:20.20   |
| Pak Song-chol  | marathon (m) | 52e       | 2:20.20   |
|                |              |           |           |
| Jon Kyong-hui  | marathon (v) | 56e       | 2:35.17   |
| Kim Kum-ok     | marathon (v) | 49e       | 2:33.30   |
| Kim Mi-gyong   | marathon (v) | 74e       | 2:38.33   |

### Boksen
| Olympiër      | Onderdeel | Resultaat | Prestatie                             |
| ------------- | --------- | --------- | ------------------------------------- |
| Pak Jong-chol | -52kg (m) | 17e       | 1ste ronde: V van BRA Henriques: 8-12 |
|               |           |           |                                       |
| Kim Hye-song  | -51kg (v) | 9e        | V van RUS Savelyeva: 9-12             |

### Boogschieten
| Olympiër    | Onderdeel       | Resultaat | Prestatie                                                                |
| ----------- | --------------- | --------- | ------------------------------------------------------------------------ |
| Kwon Un-sil | individueel (v) | 33e       | plaatsingsronde: 41ste met 638 punten 1ste ronde: V van ITA Valeeva: 3-7 |

### Gewichtheffen
| Om Yun-Chol    | -56kg (m) | Goud  | trekken: 6de met 125kg stoten: 1ste met 168kg (OR) totaal: 293kg      |  |  |
| Sin Chol-Bom   | -56kg (m) | 10e   | trekken: 12de met 113kg stoten: 9de met 145kg totaal: 258kg           |  |  |
| Kim Un-Guk     | -62kg (m) | Goud  | trekken: 1ste met 153kg (OR) stoten: 2de met 174kg totaal: 327kg (WR) |  |  |
| Kim Kum-Sok    | -69kg (m) | 11e   | trekken: 11de met 140kg stoten: 7de met 175kg totaal: 315kg           |  |  |
| Kim Myong-Hyok | -69kg (m) | Brons | trekken: 5de met 145kg stoten: 3de met 184kg totaal: 329kg            |  |  |
|                |           |       |                                                                       |  |  |
| Ryang Chun-Hwa | -48kg (v) | Brons | trekken: 5de met 80kg stoten: 2de met 112kg totaal: 192kg             |  |  |
| Jong Chun-Mi   | -58kg (v) | 4e    | trekken: 4de met 102kg stoten: 4de met 130kg totaal: 232kg            |  |  |
| Rim Jong-Sim   | -69kg (v) | Goud  | trekken: 1ste met 115kg stoten: 1ste met 146kg totaal: 261kg          |  |  |

### Judo
| Olympiër  | Onderdeel | Resultaat | Prestatie |
| --------- | --------- | --------- | --- |
| An Kum-Ae | -52kg (v) | Goud      | 1ste ronde: W van GBR Cox: koka 2de ronde: W van JPN Nakamura: waza-ari kwartfinale: W van FRA Gneto: waza-ari halve finale: W van ITA Forciniti: waza-ari finale: W van CUB Bermoy: koka |

### Schietsport
| Olympiër    | Onderdeel               | Resultaat | Prestatie                                                               |
| ----------- | ----------------------- | --------- | ----------------------------------------------------------------------- |
| Jo Yong-suk | 25m snelvuurpistool (m) | 7e        | kwalificatie: 7de met 583 punten (288-295) finale: 7de met 782,3 punten |
| Jo Yong-suk | 10m luchtpistool (m)    | 10e       | kwalificatie: 10de met 384 punten (97-96-95-96)                         |

### Schoonspringen
| Olympiër     | Onderdeel     | Resultaat | Prestatie                                                              |
| ------------ | ------------- | --------- | ---------------------------------------------------------------------- |
| Ri Hyun-ju   | 10m toren (m) | 32e       | voorronde: 32ste met 331,30 punten                                     |
|              |               |           |                                                                        |
| Kim Jin-ok   | 10m toren (v) | 14e       | voorronde: 15de met 320,10 punten halve finale: 14de met 312,95 punten |
| Kim Un-hyang | 10m toren (v) | 13e       | voorronde: 18de met 308,10 punten halve finale: 13de met 314,40 punten |

### Synchroonzwemmen
| Olympiër                   | Onderdeel | Resultaat | Prestatie                                                                                               |
| -------------------------- | --------- | --------- | --- |
| Jang Hyang-mi Jong Yon-hui | duet      | 16e       | technische routine: 16de met 84,400 punten vrije routine: 16de met 84,830 punten totaal: 169,230 punten |

### Tafeltennis
| Olympiër                                 | Onderdeel     | Resultaat | Prestatie |
| ---------------------------------------- | ------------- | --------- | --- |
| Kim Hyok-bong                            | Enkelspel (m) | ronde 4   | ronde 2: 4-1 won van IND Soumyajit Ghosh ronde 3: 4-2 won van KOR Joo Se-hyuk ronde 4: 3-4 verloor van HKG Jiang Tianyi |
| Kim Song-nam                             | Enkelspel (m) | ronde 1   | voorronde: 4-0 won van USA Timothy Wang ronde 1: 3-4 verloor van DOM Lin Ju                                             |
| Kim Hyok-bong Kim Song-nam Jang Song-man | Team (m)      | ronde 4   | ronde 4: 1-3 verloren van Zuid-Korea                                                                                    |
|                                          |               |           | |
| Kim Jong                                 | Enkelspel (v) | ronde 3   | ronde 2: 4-1 won van CRO Cornelia Molnar ronde 3: 2-4 verloor van HKG Jiang Huajun                                      |
| Ri Myong-sun                             | Enkelspel (v) | ronde 2   | ronde 2: 2-4 verloor van FRA Xian Yi Fang                                                                               |
| Kim Jong Ri Mi-gyong Ri Myong-sun        | Team (v)      | 1/4F      | ronde 4: 3-0 gewonnen van Groot-Brittannië 1/4F: 0-3 verloren van Singapore                                             |

### Voetbal
| Olympiër | Onderdeel | Resultaat    | Prestatie                                                                                       |
| --- | --------- | ------------ | ----------------------------------------------------------------------------------------------- |
| Choe Mi-gyong Choe Un-ju Jo Yun-mi Jon Myong-hwa Kim Chung-sim Kim Myong-gum Kim Nam-hui Kim Un-hyang Kwon Song-hwa O Chang-ran O Hui-sun Pong Son-hwa Ri Nam-sil Ri Ye-gyong Ro Chol-ok Yun Hyon-hui Yun Song-mi Kim Song-hui | Vrouwen   | Eerste ronde | Groepsfase: Noord-Korea 2-0 Colombia Noord-Korea 0-5 Frankrijk Noord-Korea 0-1 Verenigde Staten |

### Worstelen
| Olympiër       | Onderdeel      | Resultaat      | Prestatie |
| Grieks-Romeins | Grieks-Romeins | Grieks-Romeins | Grieks-Romeins |
| -------------- | -------------- | -------------- | --- |
| Yun Won-chol   | tot 55 kg (m)  | 15e            | 1/8F: 0-3 verloor van KOR Choi Gyu-Jin |
| Vrije stijl    |                |                | |
| Yang Kyong-il  | tot 55 kg (m)  | Brons          | 1/8F: 3-1 won van UZB Dilshod Mansurov 1/4F: 1-3 verloor van RUS Dzhamal Otarsultanov herkansing: 3-1 won van NAM Sem Shilimela voor brons: 3-1 won van KAZ Daulet Niyazbekov |
| Ri Jong-myong  | tot 60 kg (m)  | 5e             | 1/8F: 3-0 won van AUS Farzad Tarash 1/4F: 3-1 won van EGY Hassan Madany 1/2F: 0-3 verloor van RUS Besik Kudukhov voor brons: 1-3 verloor van IND Yogeshwar Dutt               |
|                |                |                | |
| Han Kum-ok     | tot 55 kg (v)  | 10e            | 1/8F: 1-3 verloor van COL Jackeline Rentería |
| Choe Un-gyong  | tot 63 kg (v)  | 12e            | 1/8F: 1-3 verloor van CHN Jing Ruixue herkansing: 1-3 verloor van POL Monika Michalik                                                                                         |

## Trivia
- Bij de voetbalwedstrijd tussen Noord-Korea en Colombia op 25 juli werd de vlag van Zuid-Korea getoond. Noord-Korea weigerde vervolgens af te trappen. Met een uur vertraging werd er alsnog afgetrapt in Glasgow.[1]
- In eerste instantie zond de Noord-Koreaanse televisie een kwartier per dag uit van de Spelen, maar door het onverwachte succes van de sporters werd dit uitgebreid naar vijf uur per dag.[2]